# Kirton-in-Lindsey
Kirton-in-Lindsey è un paese di 2 694 abitanti della contea del Lincolnshire, in Inghilterra.

## La città
Kirton è una piccola città rurale localizzata nell'angolo più a Sud di Nord Lincolnshire. È suddivisa in due parti, la bassa Church Town (propriamente cittadina della chiesa) e la alta High Town (cittadina alta). La Church Town è un labirinto di strette e tortuose stradine situate attorno alla chiesa di Sant'Andrea, mentre la High Town si trova nella zona del vecchio mercato. Kirton era un importante mercato e corridoio commerciale con un proprio tribunale.